# Аргентина на зимних Паралимпийских играх 2018
Аргентина на зимних Паралимпийских играх 2018 года в Пхёнчхане была представлена двумя спортсменами (Энрике Плантие и Карлос Хавьер Кодина Томатис) в соревнованиях по горнолыжному спорту и сноуборду.

## Состав и результаты

### Горнолыжный спорт
| Соревнования      | Класс | Спортсмены     | Заезд 1/ Скоростной спуск | Заезд 1/ Скоростной спуск | Заезд 2/ Слалом      | Заезд 2/ Слалом      | Заезд 3/ Кросс | Заезд 3/ Кросс | Время   | Место |
| Соревнования      | Класс | Спортсмены     | Время                     | Место                     | Время                | Место                | Время          | Место          | Время   | Место |
| ----------------- | ----- | -------------- | ------------------------- | ------------------------- | -------------------- | -------------------- | -------------- | -------------- | ------- | ----- |
| Скоростной спуск  | Сидя  | Энрике Плантие | 1:51,41                   | 21                        | не выступал          | не выступал          | не выступал    | не выступал    | DNF     | —     |
| Супер-гигант      | Сидя  | Энрике Плантие | Нет данных                | Нет данных                | Нет данных           | Нет данных           | Нет данных     | Нет данных     | DSQ     | —     |
| Суперкомбинация   | Сидя  | Энрике Плантие | 1:35.97                   | 22                        | DNF                  | DNF                  | Нет данных     | Нет данных     | —       | —     |
| Слалом            | Сидя  | Энрике Плантие | 59.52                     | 14                        | 59.59                | 11                   | Нет данных     | Нет данных     | 1:59.11 | 11    |
| Гигантский слалом | Сидя  | Энрике Плантие | DNF                       | DNF                       | Завершил выступление | Завершил выступление | Нет данных     | Нет данных     | —       | —     |

### Сноуборд
| Соревнование   | Спортстмен               | Квалификация | Квалификация | Квалификация | 1/8 финала | 1/8 финала | Четвертьфинал | Четвертьфинал | Полуфинал            | Полуфинал            | Финал                | Итоговое место |
| Соревнование   | Спортстмен               | 1 попытка    | 2 попытка    | Место        | Заезд      | Место      | Заезд         | Место         | Заезд                | Место                | Финал                | Итоговое место |
| -------------- | ------------------------ | ------------ | ------------ | ------------ | ---------- | ---------- | ------------- | ------------- | -------------------- | -------------------- | -------------------- | -------------- |
| Сноуборд-кросс | Карлос Х. Кодина Томатис | 1:03.29      | 1:02.81      | 12           | 3          | 1          | 2             | 2             | Завершил выступление | Завершил выступление | Завершил выступление | 8              |

| Соревнование | Спортсмен                | 1 попытка | 2 попытка | 3 попытка | Место |
| ------------ | ------------------------ | --------- | --------- | --------- | ----- |
| Слалом       | Карлос Х. Кодина Томатис | 1:08.44   | 1:01.96   | 56.24     | 13    |